# キヤノン IXY DIGITAL 300

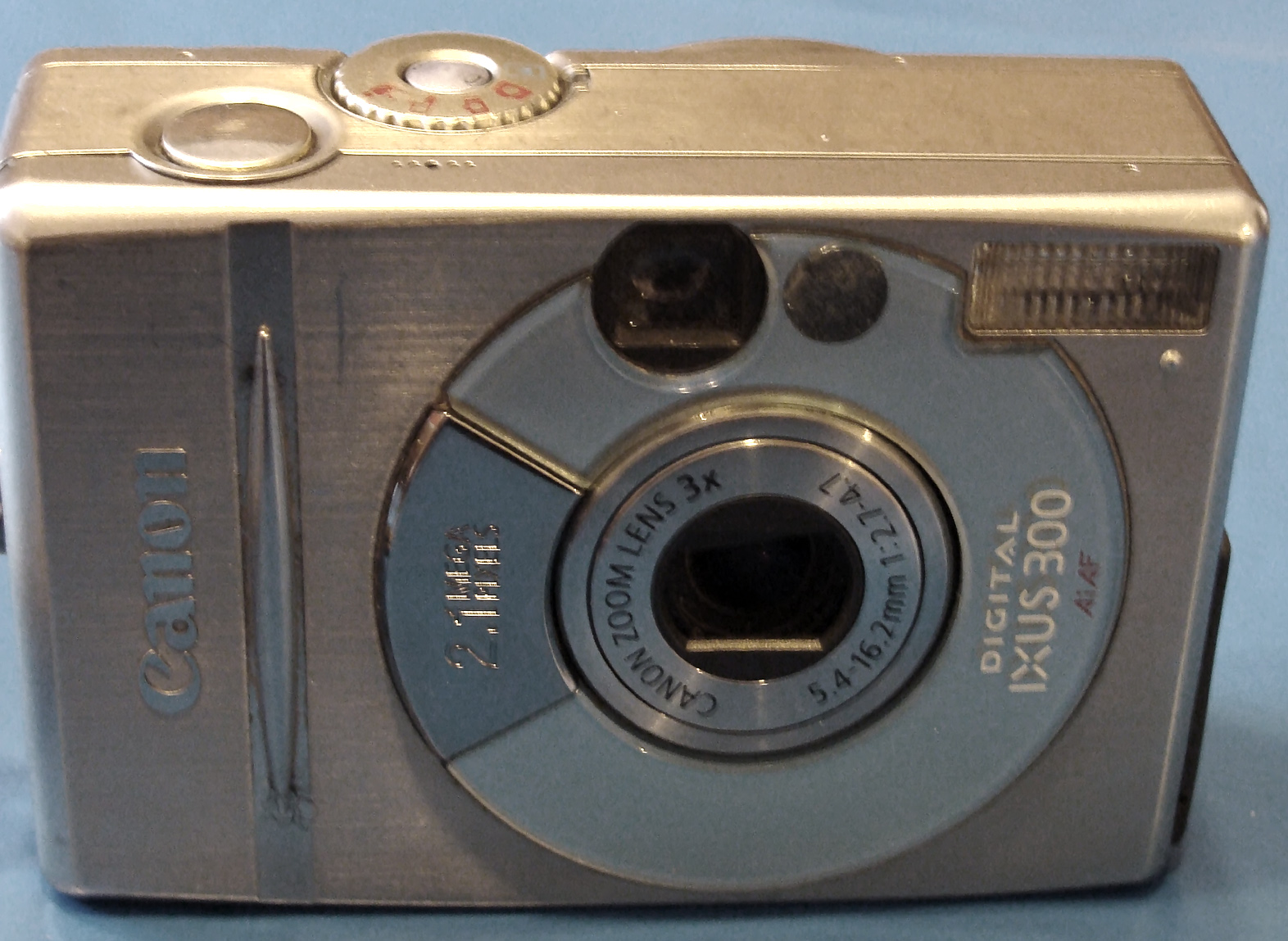
Digital IXUS 300（ヨーロッパ版）

Canon IXY DIGITAL 300（キヤノン イクシ・デジタルさんびゃく）は、2001年3月に発表された、202万画素のキヤノン製コンパクトデジタルカメラ。下位機にIXY DIGITAL 200、後継機にIXY DIGITAL 300aがある。
北米ではPowerShot S300 DIGITAL ELPH、ヨーロッパ・アジア・オセアニアではDIGITAL IXUS 300の名称で販売されていた。

## 主な仕様
- 撮像素子：1/2.7型CCD
- 有効画素数：約202万画素（総画素約211万画素）
- 最大解像度：1600 x 1200画素
- フォーカス：3点測距TTLオートフォーカス
- レンズ：5.4-16.2mm（35mmフィルム換算で35-105mm相当）、F2.7（W)-4.7（T）
- 撮影可能範囲（レンズ先端より）：76cm-無限遠（マクロ時は16（W）-76cm）
- ISO感度：100相当（低輝度時は自動的にISO150相当まで感度アップ）
- ズーム：光学ズーム3倍、デジタルズーム2.5倍
- シャッター速度：1/1500-1秒（1秒は「スローシンクロまたはマニュアルモードのフラッシュOFF時」）
- 測光方式：評価測光（測距点に連動）
- 露出補正：±2段（1/3段ステップ）
- ホワイトバランス：オート、太陽光、くもり、電球、蛍光灯
- 液晶モニタ：1.5インチ低温ポリシリコンTFT液晶カラーモニタ（視野率100%）
- フラッシュ：内蔵フラッシュ（オート、強制ON/OFF、赤目緩和オート、スローシンクロ）
- 大きさ：94.8（幅）x62.5（高さ）x29.9（奥行）mm
- 重量：240g（本体のみ）
- （オプション）水際、水中での撮影のための専用ウォータープルーフケースWP-DC100がある。